# Procambridgea rainbowi
Procambridgea rainbowi là một loài nhện trong họ Stiphidiidae.
Loài này thuộc chi Procambridgea. Procambridgea rainbowi được Raymond Robert Forster & Cecil Louis Wilton miêu tả năm 1973.